# Maxx
Maxx – niemiecka grupa tworząca muzykę eurodance. Założona w 1993 roku. Najbardziej znana z utworu „Get-A-Way”. Nazwa formacji jest skrótem od Maximum Extasy (kompletna ekstaza). Zespół zakończył działalność w 1995 roku.
W sierpniu 2016 wokalistka Linda Meek (znana również jako Elyse) nawiązała ponowną współpracę z twórcami grupy Maxx: Davidem Brunnerem (The Hitman) i Jürgenem Windem (George Torpey).
16 grudnia 2016 pojawiła się na Facebooku informacja o powrocie i planowanej na 2017 r. trasie koncertowej.

## Albumy
- 1994 To the Maxximum

## Singles
- 1993 „Get-a-Way"
- 1994 „No More (I Can’t Stand It)” „You Can Get It"
- 1995 „I Can Make You Feel Like” „Move Your Body"